# Iron Savior (EP)
Iron Savior è il primo EP della heavy metal band tedesca Iron Savior, pubblicato nel 1997 come promo in vista della pubblicazione dell'album d'esordio Iron Savior.

## Tracce
1. The Arrival (strumentale) – 1:10
2. Iron Savior – 4:29
3. Brave New World – 4:34
4. The Rage (cover dei Judas Priest) – 4:51

## Formazione
- Piet Sielck – chitarra, voce, basso, tastiere
- Kai Hansen – chitarra
- Thomas "Thomen" Stauch – batteria, percussioni